# John Everard

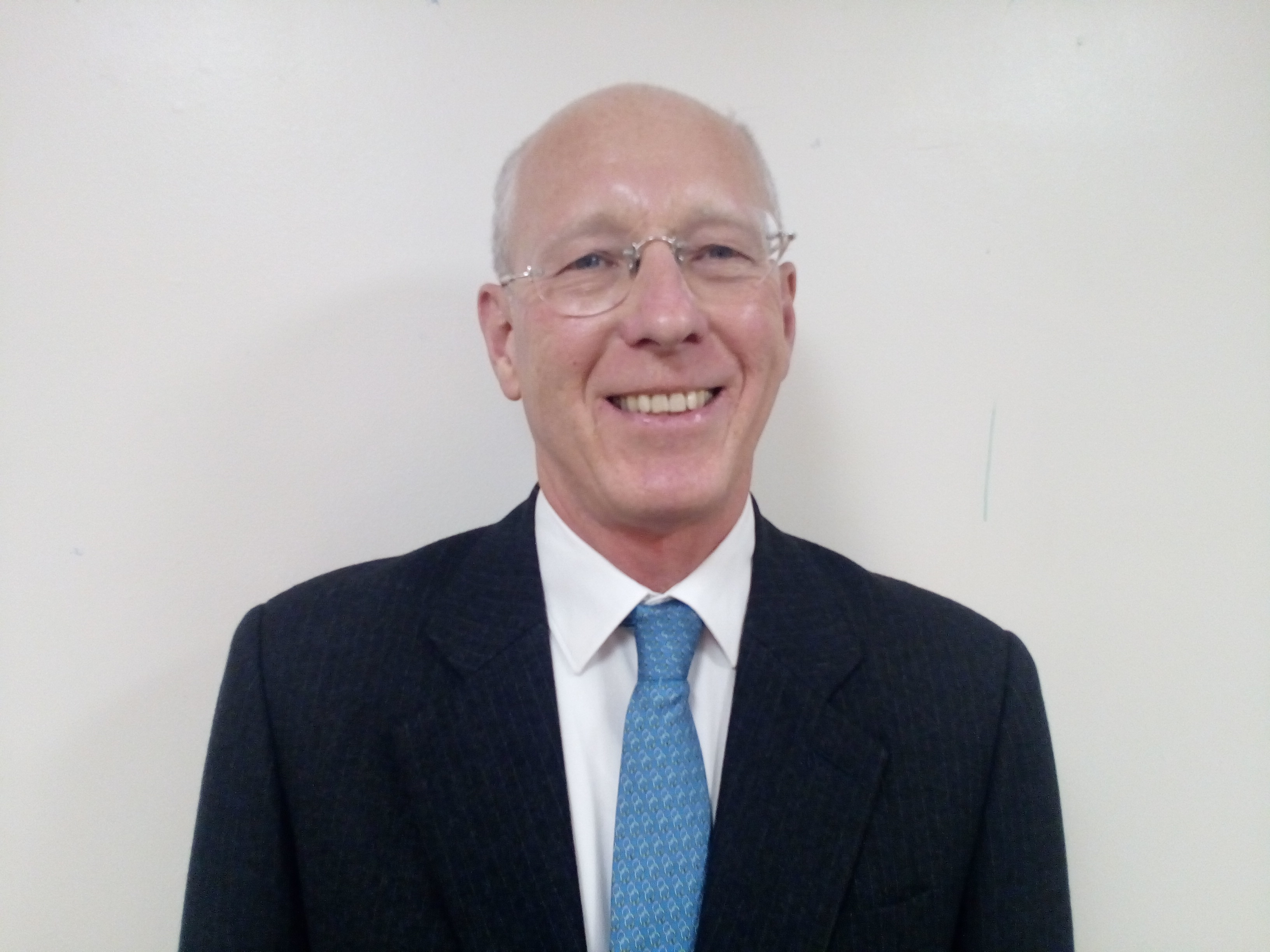
John Everard

John Vivian Everard (* 24. November 1956 in Newcastle-upon-Tyne) ist ein früherer britischer Diplomat. Er war Botschafter seines Landes in Belarus, Uruguay und Nordkorea.

## Persönliches
Everard kam am 24. November 1956 im nordenglischen Newcastle-upon-Tyne als Sohn von William Ralph Everard und Margaret Nora Jennifer Everard (geborene Massey) zur Welt.
Er besuchte 1968 bis 1972 The King’s School in Chester und 1972 bis 1974 die King Edward VI School in Lichfield. Er erlangte BA- und MA-Abschlüsse in Sinologie am Emmanuel College der Universität Cambridge, das er von 1975 bis 1978 besuchte, und 1979 ein Diplom in Wirtschaftswissenschaften an der Universität Peking. Everard besitzt auch einen MBA-Abschluss der Manchester Business School, wo er 1983 bis 1986 studierte.
Everard spricht fließend Chinesisch, Spanisch, Deutsch, Russisch und Französisch. Seine Kenntnisse der koreanischen Sprache sind beachtlich.
Nach seiner diplomatischen Laufbahn war er von 2009 bis 2010 Fellow im Pantech Programm des Shorenstein Asia–Pacific Research Center der Stanford University.
Everard ist ein begeisterter Radfahrer und war Kurator der London Cycling Campaign. Er war von 2009 bis 2010 auch Kurator des Jugendherbergswerks Youth Hostels Association of England and Wales.
Everard heiratete im Jahr 1990 Heather Ann Starkey. Das Paar lebt in London. Everard spricht häufig zum Thema Nordkorea und betätigt sich als unabhängiger Redner und Kommentator.

## Diplomatische Laufbahn
Vom Mai 1993 bis Dezember 1995 leitete Everard als jüngster Botschafter seines Landes die neu eröffnete britische Vertretung in Minsk, Belarus. Im Mai 1998 wurde er mit der Leitung der politischen Abteilung der britischen Botschaft in Peking beauftragt, wo er bis Oktober 2000 blieb. Es folgte von September 2001 bis April 2005 eine Zeit als britischer Botschafter in Montevideo, Uruguay. Von Februar 2006 bis Juli 2008 leitete Everard die britische Botschaft in Pjöngjang, Nordkorea.
Im März 2011 wurde Everard zum Koordinator des Expertenpanels der Vereinten Nationen zu Fragen der Sanktionen gegen Nordkorea (Co-ordinator of the UN Security Council’s Panel of Experts on sanctions on North Korea) berufen. Das Gremium war durch die Resolution 1874 des Weltsicherheitsrats geschaffen worden. Im November 2012 gab Everard diese Position auf.

## Veröffentlichungen
- John Everard: Only Beautiful, Please: A British Diplomat in North Korea. Hrsg.: Shorenstein Asia-Pacific Research Center. 2012, ISBN 978-1-931368-25-4.
- Everard schreibt regelmäßig Beiträge für die Webseite NK*NEWS.ORG der Korea Risk Group.